# Livre V des Fables de La Fontaine
Le livre V des Fables de La Fontaine fut publié en 1668 et contient 21 fables :
1. Le Bûcheron et Mercure
2. Le Pot de terre et le Pot de fer
3. Le Petit Poisson et le Pêcheur
4. Les Oreilles du Lièvre
5. Le Renard ayant la queue coupée
6. La Vieille et les Deux Servantes
7. Le Satyre et le Passant
8. Le Cheval et le Loup
9. Le Laboureur et ses enfants
10. La Montagne qui accouche
11. La Fortune et le Jeune Enfant
12. Les Médecins
13. La Poule aux œufs d’or
14. L'Âne portant des reliques
15. Le Cerf et la Vigne
16. Le Serpent et la Lime
17. Le Lièvre et la Perdrix
18. L'Aigle et le Hibou
19. Le Lion s'en allant en guerre
20. L'Ours et les Deux Compagnons
21. L'Âne vêtu de la peau du lion